# Grand Prix de Pau 1935
Grand Prix de Pau 1935 je bila neprvenstvena dirka za Veliko nagrado v sezoni 1935. Odvijala se je 24. februarja 1935 v francoskem mestu Pau.

## Poročilo

### Pre dirko
V Pauju je večer pred dirko deževalo, toda na dan dirke je bilo vreme sončno. Favorita dirke sta bila dirkača moštva Scuderia Ferrari, Tazio Nuvolari in René Dreyfus, ostali faviriti so bili Philippe Étancelin z dirkalnikom Maserati 8CM, ker novi Maserati 6C-34 še ni bil nared, Benoit Falchetto, Luigi Soffietti in Robert Brunet, tudi vsi z 8CM. Nuvolarijev nov dirkalnik Alfa Romeo P3 z izboljšanim zadnjim vzmetenjem je bil najhitrejši na prostem treningu s časom 1:53.

### Dirka
Po pričakovanjih sta Ferrarijeva dirkača pobudo prevzela že od začetka, saj je povedel Nuvolari pred Dreyfusom. Edini dirkač, ki jima je lahko sledil je bil Étancelin, toda le do svojega odstopa v dvajsetem krogu zaradi okvare črpalke za olje. Na polovici dirke je vodil Dreyfus z dvosekundno prednostjo pred Nuvolarijem, med tem ko je tretji Falchetto zaostajal že minuto. Pet krogov pred ciljem je Nuvolari prehitel Dreyfusa in s tem dosegel svojo prvo zmago na prvi dirki po vrnitvi v Ferrari. Dreyfus je s skoraj polminutnim zaostankom osvojil drugo mesto, za tretje mesto pa sta se srdito borila Soffietti in Falchetto ter po prečkanju ciljne črte s štiriminutnim zaostankom celo trčila. 

## Rezultati

### Dirka
| Poz | Št | Dirkač             | Moštvo           | Dirkalnik        | Krogi | Čas/Odstop      | Št. m. |
| --- | -- | ------------------ | ---------------- | ---------------- | ----- | --------------- | ------ |
| 1   | 14 | Tazio Nuvolari     | Scuderia Ferrari | Alfa Romeo P3    | 80    | 2:38:19,8       | 1      |
| 2   | 20 | René Dreyfus       | Scuderia Ferrari | Alfa Romeo P3    | 80    | + 26,2 s        | 3      |
| 3   | 24 | Luigi Soffietti    | Privatnik        | Maserati 8CM     | 80    | + 3:50,2        | 5      |
| 4   | 26 | Benoit Falchetto   | Ecurie Braillard | Maserati 8CM     | 80    | + 3:52,2        | 6      |
| 5   | 2  | Robert Brunet      | Ecurie Braillard | Maserati 8CM     | 79    | +1 krog         | 7      |
| 6   | 22 | Robert Cazaux      | Ecurie Giroud    | Bugatti T51      | 77    | +4 krogi        | 9      |
| 7   | 28 | Genaro Leóz Abad   | Privatnik        | Bugatti T51      | 77    | +4 krogi        | 8      |
| 8   | 6  | Mlle. Hellé-Nice   | Privatnica       | Alfa Romeo Monza | 75    | +5 krogov       | 10     |
| 9   | 10 | Jean Delorme       | Privatnik        | Bugatti T51      | 75    | +5 krogov       | 12     |
| Ods | 4  | Marcel Lehoux      | Privatnik        | Bugatti T51      | 32    |                 | 4      |
| Ods | 16 | Philippe Étancelin | Privatnik        | Maserati 8CM     | 20    | Črpalka za olje | 2      |
| Ods | 18 | Pierre Veyron      | Privatnik        | Bugatti T51      | 13    | Motor           | 13     |
| Ods | 12 | Juan Zanelli       | Nacional Pescara | Nacional Pescara | 12    | Zavore          | 11     |
| DNS | 8  | Hans Rüesch        | Privatnik        | Maserati 8CM     |       |                 |        |
| DNA | 30 | Marcel Boucly      | Privatnik        | Bugatti          |       |                 |        |